# Reza Ghasemi
Reza Ghasemi (persisch رضا قاسمی; geboren 24. Juli 1987 in Isfahan) ist ein iranischer Leichtathlet, der sich auf den Sprint spezialisiert hat.

## Sportliche Laufbahn
Erste Erfahrungen bei internationalen Meisterschaften sammelte Reza Ghasemi im Jahr 2010, als er bei den Hallenasienmeisterschaften in Teheran in 6,67 s im 60-Meter-Lauf ursprünglich die Silbermedaille hinter dem Katari Samuel Francis gewann. Dieser wurde im Nachhinein aber des Dopings überführt und die Goldmedaille ging somit an den Iraner über. Anschließend nahm er an den Hallenweltmeisterschaften in Doha teil und erreichte dort das Halbfinale, in dem er mit 6,80 s ausschied. Im Jahr darauf belegte er bei den Asienmeisterschaften in Kōbe im 200-Meter-Lauf in 21,18 s den siebten Platz und schied über 100 Meter mit 10,64 s im Halbfinale aus. Daraufhin nahm er an der Sommer-Universiade in Shenzhen teil und wurde dort in 20,88 s Sechster über 200 Meter und schied im 100-Meter-Lauf mit 10,39 s im Halbfinale aus. 2012 siegte er bei den Hallenasienmeisterschaften in Hangzhou in 6,68 s über 60 Meter und schied anschließend bei den Hallenweltmeisterschaften in Istanbul mit 6,79 s erneut im Halbfinale aus. Über 100 Meter schaffte er die Qualifikation für die Teilnahme an den Olympischen Spielen in London, bei denen er über 100 Meter mit 10,31 s in der ersten Runde ausschied.
Bei den Asienmeisterschaften 2013 in Pune belegte er in 10,37 s bzw. 20,98 s über 100 und 200 Meter jeweils den vierten Platz. Zudem qualifizierte er sich für die Weltmeisterschaften in Moskau, bei denen er über 100 Meter aber bereits mit 10,46 s in der ersten Runde ausschied. Anschließend siegte er bei den Islamic Solidarity Games in Palembang in 10,29 s über 100 Meter und gewann über 200 Meter in 20,96 s die Bronzemedaille hinter Fahhad Mohammed al-Subaie aus Saudi-Arabien und dem Guyaner Winston George. Im Jahr darauf gewann er bei den Hallenasienmeisterschaften in Hangzhou in 6,68 s die Bronzemedaille über 60 Meter hinter den Katari Samuel Francis und Femi Ogunode und erreichte mit der iranischen 4-mal-400-Meter-Staffel in 3:13,55 min den vierten Platz. Anschließend erreichte er bei den Hallenweltmeisterschaften in Sopot zum dritten Mal das Halbfinale über 60 Meter und schied dort mit 6,62 s aus. Bei den Asienspielen in Incheon belegte er in 10,25 s Platz fünf über 100 Meter und gewann bei den Beach-Games in Phuket die Silbermedaille über 60 Meter. 2015 gewann er bei den Asienmeisterschaften in Wuhan n 10,19 s die Bronzemedaille über 100 Meter hinter Femi Ogundoe aus Katar und Zhang Peimeng aus China. Zudem belegte er über 200 Meter in 21,08 s den sechsten Platz. Er qualifizierte sich erneut für die Weltmeisterschaften in Peking, bei denen er mit 10,25 s aber erneut in der ersten Runde über 100 Meter ausschied. Im Oktober gewann er bei den Militärweltspielen im südkoreanischen Mungyeong in 10,18 s die Silbermedaille über 100 Meter hinter dem Omaner Barakat al-Harthi und erreichte über 200 Meter das Halbfinale, in dem er aber nicht mehr an den Start ging. Zudem wurde er mit der 4-mal-400-Meter-Staffel im Vorlauf disqualifiziert. 2016 gewann er bei den Hallenasienmeisterschaften in Doha in 6,66 s die Silbermedaille über 60 Meter hinter seinem Landsmann Hassan Taftian sowie mit neuem Landesrekord von 3:11,86 min Silber mit der 4-mal-400-Meter-Staffel hinter dem Team aus Katar. Er qualifizierte sich während der Freiluftsaison erneut für die Olympischen Spiele in Rio de Janeiro, bei denen er über 100 Meter mit 10,47 s erneut im Vorlauf ausschied. Anschließend gewann er bei den Beach-Games in Đà Nẵng erneut die Silbermedaille im 60-Meter-Lauf.
2017 gewann er bei den Asian Indoor & Martial Arts Games in Aşgabat in 6,64 s die Bronzemedaille über 60 Meter hinter seinem Landsmann Taftian und dem Philippiner Eric Cray. Im Jahr darauf belegte er bei den Hallenasienmeisterschaften in Teheran in 6,71 s den vierten Platz über 60 Meter. 2019 erreichte er bei den Militärweltspielen in Wuhan das Halbfinale, in dem er mit 10,70 s ausschied, während er über 200 Meter mit 22,23 s in der Vorrunde scheiterte. Zudem verpasste er mit der iranischen 4-mal-100-Meter-Staffel den Finaleinzug.
2012 und 2019 wurde Ghasemi iranischer Meister im 100-Meter-Lauf sowie 2012 auch über 200 Meter. 2014 wurde er Hallenmeister über 60 Meter.

## Persönliche Bestzeiten
- 100 Meter: 10,12 s (+0,4 m/s), 25. Juli 2015 in Almaty
  - 60 Meter (Halle): 6,58 s, 7. März 2014 in Sopot
- 200 Meter: 20,68 s (+0,4 m/s), 26. Juli 2015 in Almaty